# Lausanne Palace
Le Lausanne Palace est un hôtel cinq étoiles supérieur, inauguré en 1915 et situé au centre-ville de Lausanne 
(Suisse), il est proche de l'esplanade de Montbenon et du Flon et offre des vues sur le lac Léman ainsi que sur les Alpes. Depuis 2015, le Lausanne Palace appartient au groupe hôtelier Sandoz Foundation Hotels.

## Description
Inauguré en 1915, l’hôtel est membre de l'organisation The Leading Hotels of the World, qui rassemble plus de 420 hôtels de luxe dans le monde, ainsi que de Swiss Deluxe Hotels, qui regroupe 40 hôtels de luxe en Suisse.

## Clientèle
Après la seconde guerre mondiale le Lausanne Palace accueille Coco Chanel, en exil en Suisse. Au cinquième étage de l’établissement, une Suite porte son nom : la « Suite Coco Chanel ».
Lausanne étant le siège du Comité international olympique, l'hôtel a accueilli trois de ses présidents : Juan Antonio Samaranch, Jacques Rogge et Thomas Bach.

## Caractéristiques
L'hôtel de cent quarante chambres compte quatre restaurants parmi lesquels La Table d'Edgard, trois bars et un spa ainsi que quatorze salles de conférence.
En 2015, cent ans après son inauguration, le Lausanne Palace est racheté par la Sandoz - Fondation de Famille, propriétaire de cinq autres hôtels situés à Lausanne, et à Neuchâtel et Zermatt,.